# Krasni Kut
Krasni Kut - Красный Кут (rus) és una ciutat de l'óblast de Saràtov, a Rússia.

## Geografia
Krasni Kut es troba a la vora del riu Ieruslan, un afluent del Volga, a 93 km al sud-est de Saràtov i a 819 km al sud-est de Moscou.

## Història
L'origen de Krasni Kut es remunta a la creació d'un poble a la riba dreta del Ieruslan, el 1837, per part de pagesos ucraïnesos vinguts de la gubèrnia de Khàrkov. El poble s'anomenà Krasni Kut, que vol dir literalment Racó Bonic. Rebé l'estatus de possiólok (poble) el 1938 i el de ciutat el 1966.